# Костраба Анна Петрівна
Анна Петрівна Костраба (нар. 6 липня 1967, с. Лисичово, Іршавський район, Закарпатська область, УРСР) — радянська та українська футболістка, півзахисниця. Майстер спорта Росії (з 1993).

## Клубна кар'єра
Народилася 6 липня 1967 року в селі Лисичово Іршавського району Закарпатської області. Футболом захоплювалася зі шкільних років, батьки до захоплення доньки ставилися негативно. Перший тренер — Василь Ковач. З 1987 року виступала в аматорській жіночій команді «Грація» (Мукачево). У 1988 році намагалася потрапити до київської «Арени», проте через конкурс у понад 60 дівчат не змогла залишитися в Києві. Після цього повернулася до «Грації», де виступала до 1989 році. 
У 1990 році планувала завершити футбольну кар'єру. Проте в цей період на Закарпатті проходила збори воронезька «Енергія», до складу якої й приєдналася Анна. У 1991 році допомогла команді вийти до Вищої ліги чемпіонату СРСР. У 1993 році завоювала перший трофей у професіональній кар'єрі — кубок Росії. Загалом же з воронезьким колективом тричі вигравала чемпіонат Росії та 5 разів кубок країни. У 2000 році завершила професіональну кар'єру. Проте в 2003 році, на запрошення Олександра Григоряна, через майже два з половиною роки відновила футбольну кар'єру, ставши гравчинею «Лади» (Тольятті). У команді провела два сезони, двічі ставала володаркою кубка Росії. У 2006 році виступала за ногінську «Надію». З 2007 по 2009 рік виступала в клубі «Зірка-2005». По завершенні сезону 2009 року завершила кар'єру гравчині, перейшла на тренерську роботу.

## Кар'єра в збірній
З 1995 по 2006 рік виступала в футболці жіночої збірної України.

## Особисте життя
Незважаючи на те, майже вся футбольна кар'єра Анни Костраби пройшла в Росії, її сім'я залишилася жити в Україні. Має чотирьох братів, багато племінників. 

## Досягнення
«Енергія» (Воронеж)
- Чемпіонат Росії
  -  Чемпіон (3): 1995, 1997, 1998
  -  Срібний призер (4): 1994, 1996, 1999, 2000

- Кубок Росії
  -  Володар (5): 1993, 1995, 1996, 1997, 2000

«Лада» (Тольятті)
- Чемпіонат Росії
  -  Чемпіон (1): 2004
  -  Срібний призер (2): 2003, 2005

- Кубок Росії
  -  Володар (2): 2003, 2004

«Зірка-2005»
- Чемпіонат Росії
  -  Чемпіон (3): 2007, 2008, 2009

- Кубок Росії
  -  Володар (1): 2007